# Warm Springs (Geórgia)
Warm Springs é uma cidade localizada no estado americano de Geórgia, no Condado de Meriwether.

## Demografia
Segundo o censo americano de 2000, a sua população era de 485 habitantes.
Em 2006, foi estimada uma população de 475, um decréscimo de 10 (-2.1%).

## Geografia
De acordo com o United States Census Bureau tem uma área de 3,1 km², dos quais 3,1 km² cobertos por terra e 0,0 km² cobertos por água. Warm Springs localiza-se a aproximadamente 286 m acima do nível do mar.

## Localidades na vizinhança
O diagrama seguinte representa as localidades num raio de 20 km ao redor de Warm Springs.